# 서전로
서전로(Seokjeon-ro)는 대한민국의 부산광역시 부산진구 부전동에서 시작하여, 전포동을 거쳐 연결하는 도로이다.

## 노선 경로
- 가야대로와 직결
- 서면교차로 - 국도 제7호선 (중앙대로)
- 밀리오레교차로 - 동천로
- 전포교차로 - 전포대로
- (이름 없음) - 동성로